# Інститут теоретичної фізики імені Кавлі
Інститут теоретичної фізики імені Кавлі (англ. Kavli Institute for Theoretical Physics, KITP) — науково-дослідний інститут Університету Каліфорнії в Санта-Барбарі, який займається теоретичною фізикою. KITP є одним із 20 інститутів Кавлі.
У статті 2007 року в Proceedings of the National Academy of Sciences KITP отримав найвищий індекс цитування серед усіх небіомедичних дослідницьких організацій США.

## Історія
Інститут заснували 1979 року як Інститут теоретичної фізики, а його основним спонсором був Національний науковий фонд.
На початку 2000-х років інститут назвали на честь бізнесмена та філантропа Фреда Кавлі на знак визнання його пожертви в розмірі 7,5 млн доларів на інститут.
Будівля Кон-Голл, в якій розміщено інститут, розташована відразу за воротами Генлі біля східного входу в кампус Університету Каліфорнії в Санта-Барбарі. Будівлю спроєктував лауреат Майкл Грейвс. У 2003—2004 роках додано нове крило, також спроєктоване Грейвсом.

## Директори й відомі співробітники
Директорами інституту були:
- Вальтер Кон, 1979—1984 (Нобелівська премія з хімії, 1998)
- Роберт Шріффер, 1984—1989 (Нобелівська премія з фізики, 1972)
- Джеймс Лангер[en], 1989—1995 (Премія Олівера Баклі, 1997)
- Джеймс Гартл, 1995—1997 (премія Ейнштейна, 2009)
- Девід Гросс, 1997—2012 (Нобелівська премія з фізики, 2004)
- Ларс Білдстен[en], 2012–тепер (Премія Гелени Ворнер, 1999; Премія Денні Гайнемана з астрофізики, 2017)

Іншими відомими співробітниками були Джозеф Полчінскі та лауреат Нобелівської премії з фізики Френк Вільчек.